# 竜安府

四川省の竜安府の位置（1820年）

竜安府（龍安府、りゅうあんふ）は、中国にかつて存在した府。明代から民国初年にかけて、現在の四川省綿陽市北部に設置された。

## 概要
元の竜州を前身とする。元末の明玉珍により竜州宣慰司が置かれた。1373年（洪武6年）、明により再び竜州が置かれた。1381年（洪武14年）、竜州は松潘等処安撫司と改められた。1387年（洪武20年）、松潘等処安撫司は竜州と改められた。1389年（洪武22年）、竜州は竜州軍民千戸所と改められた。1395年（洪武28年）、竜州軍民千戸所は竜州軍民指揮使司に昇格した。後に再び竜州にもどされた。1432年（宣徳7年）、竜州は竜州宣撫司と改められた。1566年（嘉靖45年）、竜州宣撫司は竜安府と改められた。竜安府は四川省に属し、平武・江油・石泉の3県を管轄した。
清のとき、竜安府は四川省に属し、平武・江油・石泉・彰明・陽地隘口長官司の4県1土司を管轄した。
1913年、中華民国により竜安府は廃止された。